# أنجيلا كاسترو
أنجيلا كاسترو (بالإسبانية: Ángela Castro)‏ هي منافسة ألعاب القوى بوليفية، ولدت في 21 فبراير 1993 في لاباز في بوليفيا.

## وصلات خارجية
- أنجيلا كاسترو على موقع الاتحاد الدولي لألعاب القوى (الإنجليزية)
- أنجيلا كاسترو على موقع اللجنة الأولمبية الدولية (الإنجليزية)
- أنجيلا كاسترو على موقع أوليمبيديا (الإنجليزية)